# Rivalität

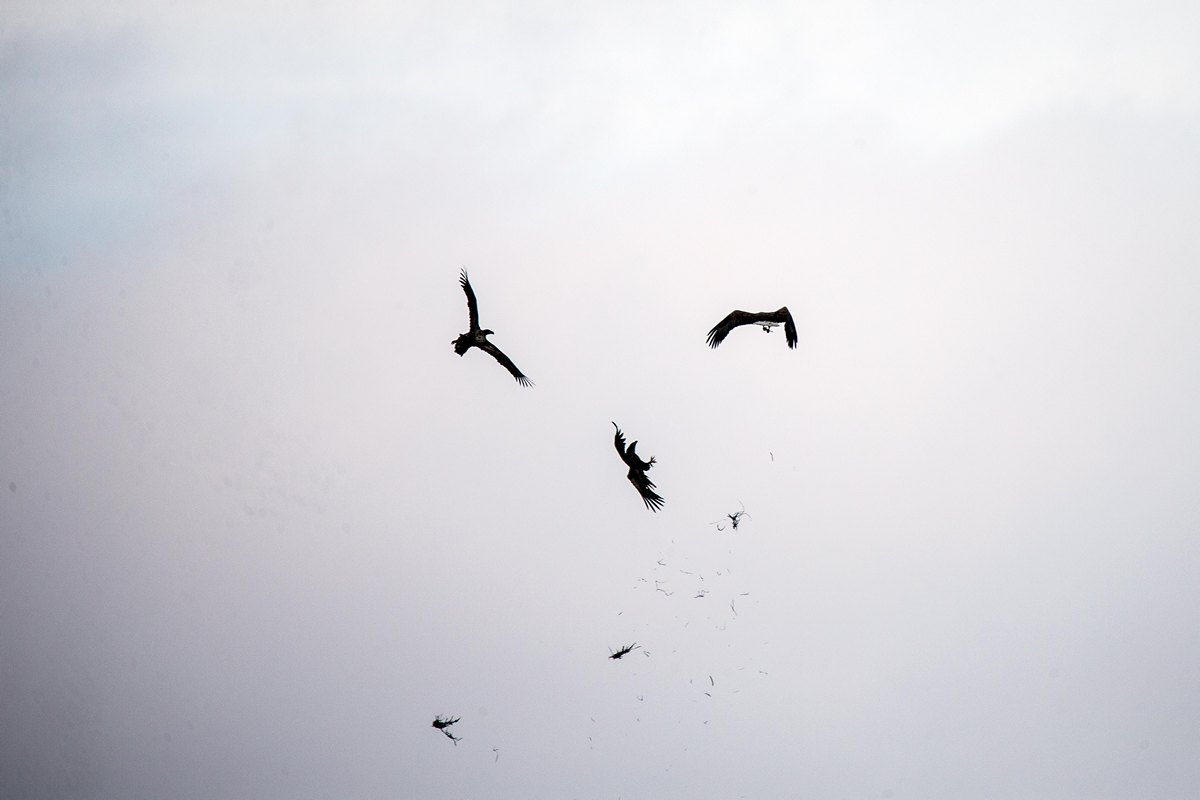
Kampf um Partner

Rivalität bedeutet konkurrierende Gegnerschaft, Buhlerei, Wettkampf, Wettstreit oder schlicht unvereinbare Interessen zwischen Personen oder Gruppen.

## Etymologie
Das Wort stammt von französisch rival, dieses wiederum von lateinisch rivalis. Darunter wurde jemand verstanden, der an der Nutzung eines Bewässerungslaufes mit berechtigt ist (von lateinisch rivus, „Wasserlauf“, „Bach“). Naturgemäß gab es zwischen den gemeinsam Nutzungsberechtigten Streit, aus dem sich die Rivalität auch in anderen Sprachen (englisch rivalry) entwickelte.

## Anwendung
Rivalität gibt es in vielen Fachgebieten mit teilweise modifiziertem Begriffsinhalt.

### Biologie: Innerartliche Auseinandersetzungen
In der Verhaltensbiologie werden Rivalitäten überwiegend unter konkurrierenden Männchen, oft als Teil des geschlechtsspezifischen Paarungsverhaltens beobachtet.
Die Grenzen zwischen nur drohend abschreckendem Imponierverhalten und tatsächlich verletzendem aggressivem Verhalten sind bei Rivalitäts-, Rangordnungs- und Revierkämpfen oft fließend. Falls trotz ritualisierter Auseinandersetzungen gefährliche Verletzungen resultieren, kann  dies abhängig sein von den äußeren Bedingungen, wenn dem Unterlegenen beispielsweise keine Rückzugsmöglichkeit offensteht. Bei dem Beuteltier Doppelkamm-Beutelmaus werden innerartliche Kämpfe in der freien Natur sehr ritualisiert ausgeführt, sodass diese selten ernste Verletzungen zur Folge haben. Bei Mangel an Fluchtmöglichkeiten in Gefangenschaft können Auseinandersetzungen mit tödlichen Nackenbissen enden.
Innerartliche Auseinandersetzungen spielen aber nicht nur im Konkurrenzkampf paarungsbereiter Männchen eine Rolle, sondern auch z. B. bei der Nahrungsbeschaffung, auch unabhängig von der Geschlechtszugehörigkeit, wie bei Pavianen oder dem Löwenanteil im Rudel.

### Ökonomie
In den Wirtschaftswissenschaften wird durch rivalisierende Unternehmen eine Vitalisierung der Märkte erwartet. Auf der Seite des Güterangebots wird anstelle der Rivalität von Wettbewerb gesprochen. Ein Gut besitzt die Eigenschaft der Rivalität, wenn die Nutzung durch ein Wirtschaftssubjekt nur dann vollständig möglich ist, wenn kein anderes Wirtschaftssubjekt das Gut stattdessen oder gleichzeitig nutzt. Die Rivalität in der Güternachfrage gibt es bei rivalen Gütern und nicht-rivalen Gütern, deren Unterscheidung durch den Rivalitätsgrad erfolgt. Auf der Angebotsseite besteht beispielsweise eine Rivalität zwischen Adidas und Puma, auf der Nachfrageseite haben Straßennetze als öffentliches Gut keinen Rivalitätsgrad (bis es zu Verkehrsstaus kommt), während ein privates Gut wie der Apfel einen hohen Rivalitätsgrad besitzt. Wird der Apfel gekauft und gegessen, steht er anderen Nachfragern nicht mehr zur Verfügung.
Die Beziehungen zwischen Rivalität und der korrespondieren Eigenschaft der Ausschließbarkeit von Gütern lassen sich wie folgt einteilen:
| Ausschließbarkeit vom Konsum                     | Rivalität im Konsum |
| ------------------------------------------------ | --- |
| Beziehung zwischen Anbieter und Nachfrager       | Ausschließbarkeit: ohne Eintrittskarte kein Eintritt ins Kino Nicht-Ausschließbarkeit: kein Bürger kann von der Landesverteidigung ausgeschlossen werden |
| Beziehung zwischen den Nachfragern untereinander | Rivalität: zu wenig Eintrittskarten für eine Veranstaltung Nicht-Rivalität: Straßennetz ohne Verkehrsstaus                                               |

### Soziologie
Der Begriff wird auch für traditionelle Städtefeindschaften wie etwa zwischen Düsseldorf und Köln oder zwischen Halle und Magdeburg sowie zwischen  Mainz und Wiesbaden, zwischen Villach und Klagenfurt und zwischen Basel und Zürich verwendet. Diese Rivalitäten werden heutzutage meist folkloristisch-verbal ausgetragen und resultiert häufig aus dem Lokalpatriotismus.

### Sport
Unter Fußballvereinen bzw. deren Anhängerschaften gibt es ähnliche Abneigungsbeziehungen wie zwischen Orten als Ganzes, das Gegenteil einer Fanfreundschaft. Diese Rivalität kann auch als Vorwand für aggressive Handlungen wie durch Hooligans genutzt werden. Vereine können mit der richtigen Kommunikationspolitik Aggressionen zwischen rivalisierenden Fans verhindern. Im Sport zeichnen sich Rivalen durch eine gewisse Hassliebe aus.
- Derby (Mannschaftssport),
- Niederländisch-deutsche Fußballrivalität,
- Rivalität zwischen Manchester United und dem FC Liverpool,
- Revierderby zwischen FC Schalke 04 und Borussia Dortmund.

### Psychologie
Die Rivalität ist in der Psychologie wie Neid und Eifersucht ein Gefühl, das zum Leben gehört und sogar für das Überleben vital sein kann. Rivalität ist ein Zustand, der entsteht, wenn jemand etwas behalten oder erreichen will, das für ihn von Bedeutung ist, aber auch andere Personen gleichzeitig Dasselbe wollen. Angeboren sind solche Rivalitäten, die sich innerhalb der Evolution als überlebenswichtig erwiesen haben wie die Rivalität um die Rangordnung in einer Hierarchie, um Nahrung (Futterneid) oder sexuelle Rivalität (Eifersucht).

## Einzelbelege
1. ↑  Dudenverlag (Hrsg.), Duden: Rivalität. Abgerufen am 11. Juni 2014.
2. ↑  Erzrivale in DUDEN online
3. ↑  Herkunftswörterbuch: Rivale. Abgerufen am 11. Juni 2014.
4. ↑  Ursula Hermann, Knaurs etymologisches Lexikon, 1982, S. 422
5. ↑  Harman V. S. Peeke/Shirley C. Peeke: Rival behavior and the elicitation of aggression at the boundary and inside the territory of a convict cichlid: A methodological note. (PDF; 662 kB) In: Bulletin of the Psychonomic Society 14, Nr. 2, 1979, S. 138–140.
6. ↑  Heather Aslin, The behaviour of Dasyuroides byrnei (Marsupialia) in captivity, in: Zeitschrift für Tierpsychologie 35, Nr. 2, 1974, S. 187–208, doi:10.1111/j.1439-0310.1974.tb00443.x.
7. ↑  Hans Kummer/Fred Kurt, Social units of a free-living population of hamadryas baboons, in: Folia Primatologica 1, Nr. 1, 1963, S. 4–19, doi:10.1159/000164877.
8. ↑  Glenn C. Loury, Market structure and innovation, in: The Quarterly Journal of Economics 1979, S. 395–410.
9. ↑  Karsten Boyens, Externe Verwertung von technologischem Wissen, 1998, S. 14
10. ↑  Lothar Wildmann, Einführung in die Volkswirtschaftslehre, Mikroökonomie und Wettbewerbspolitik, Band I, 2007, S. 58 f.
11. ↑  Johannes Berendt & Sebastian Uhrich: Rivalry and Fan Aggression. Abgerufen am 14. März 2018.
12. ↑  Tim Pommerenke: Emotionen im Fußball: Warum Werder-Fans dem HSV nicht den Abstieg wünschen. In: Spiegel Online. 2. März 2018 (spiegel.de [abgerufen am 14. März 2018]).
13. ↑  Wolfgang Rost/Angelika Schulz, Rivalität: Über Konkurrenz, Neid und Eifersucht, 1994, S. 36 ff.
14. ↑  Wolfgang Rost/Angelika Schulz, Rivalität: Über Konkurrenz, Neid und Eifersucht, 1994, S. 60